# Sakaria Taulafo

a Compétitions nationales et continentales officielles uniquement.

b Matchs officiels uniquement.
Dernière mise à jour le 27 mai 2025.
Sakaria Taulafo, né le 29 janvier 1983 à Motoʻotua (Samoa), est un joueur samoan de rugby à XV, qui évolue au poste de pilier. Il représente l'équipe des Samoa entre 2009 et 2016.

## Palmarès
- Vainqueur du Championnat de France en 2014-2015 avec le Stade français Paris
- Vainqueur du Challenge européen en 2016-2017 avec le Stade français Paris